# Athetis despecta
Athetis despecta är en fjärilsart som beskrevs av Pierre E.L. Viette 1957. Athetis despecta ingår i släktet Athetis och familjen nattflyn. Inga underarter finns listade i Catalogue of Life.